# Anneau de tempe
Un anneau de tempe, un bijou temporal ou un temporal (anglais : temple ring, russe : bисочные кольца, polonais : kabłączek skroniowy, ukrainien : cкроневе кільце) est un bijou féminin qui se porte près de la tempe. Il faisait partie de la tenue des femmes médiévales slaves, scandinaves et autres. La plupart étaient fabriqués dans des métaux communs tels que des alliages de cuivre ou du fer, bien que l'argent et même l'or aient été utilisés à l'occasion.

## Anneaux de tempes africains
L'Afrique offre des exemples de bijoux qui sont un intermédiaire entre anneau de tempe et boucle d'oreille : suspendu au niveau de la tempe, le bijou passe aussi par l'oreille

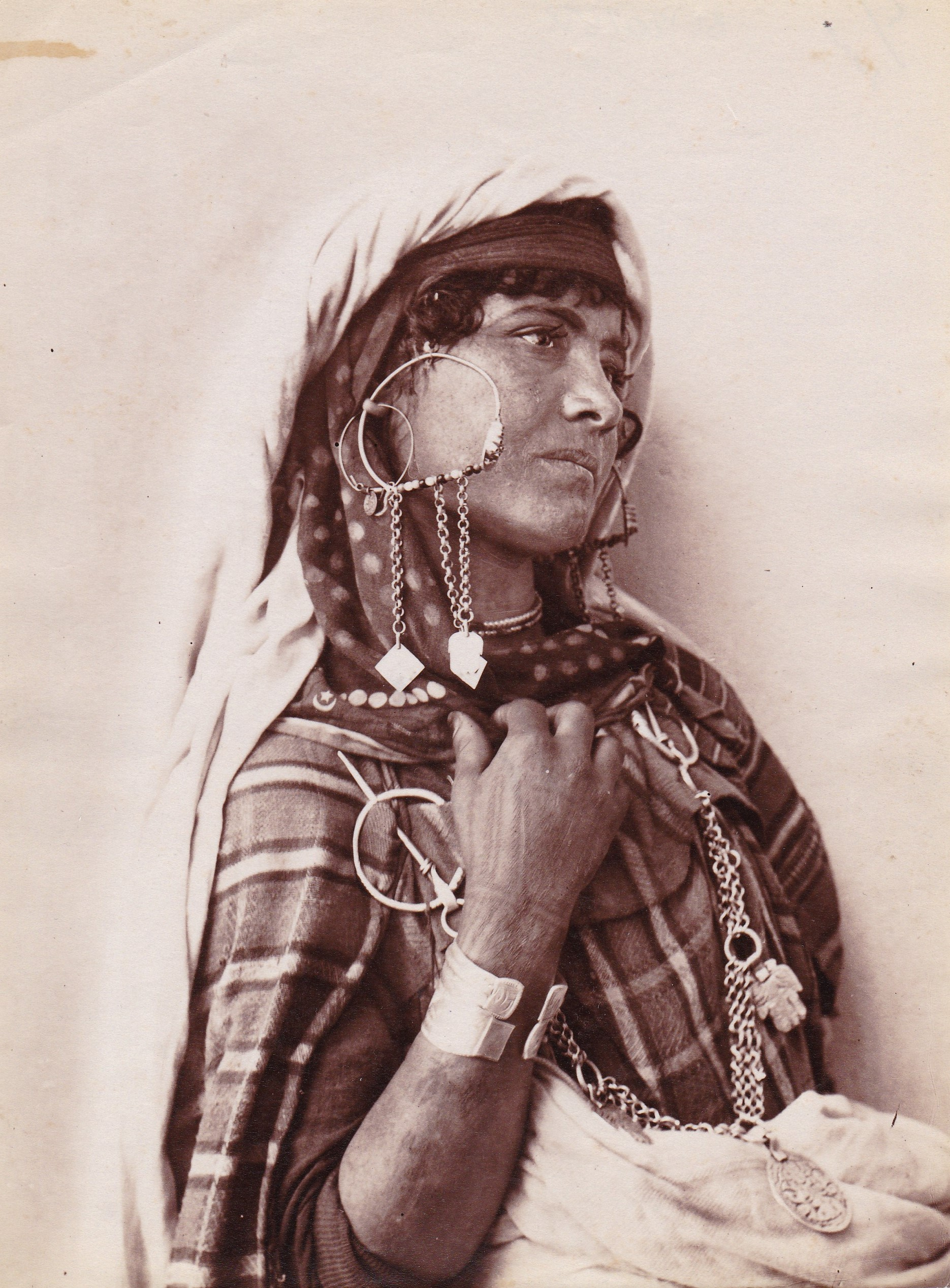
Photo de Wilhelm von Gloeden, Tunisie, entre 1901 et 1903
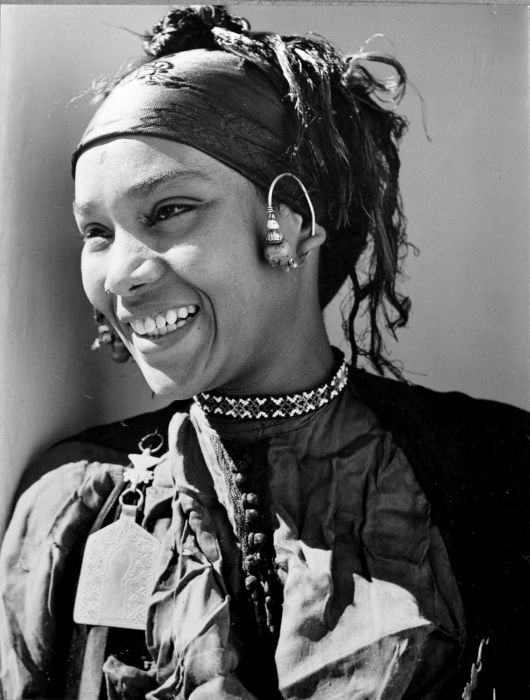
Haratine, 1955. tropenmuseum

## Anneaux de tempes byzantins

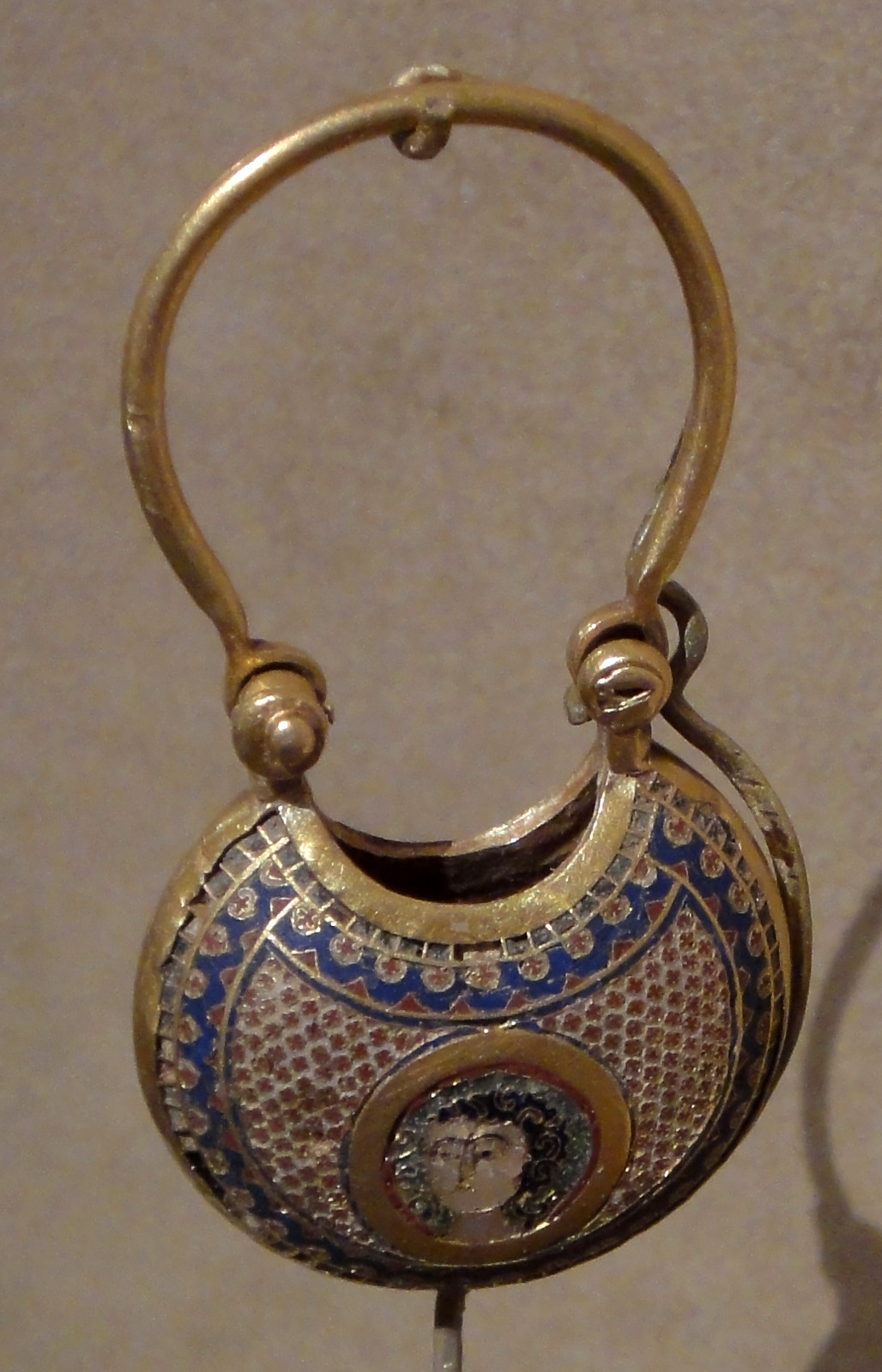
Anneaux de tempes byzantins, entre 1080 et 1150.

## Anneaux de tempes scandinaves

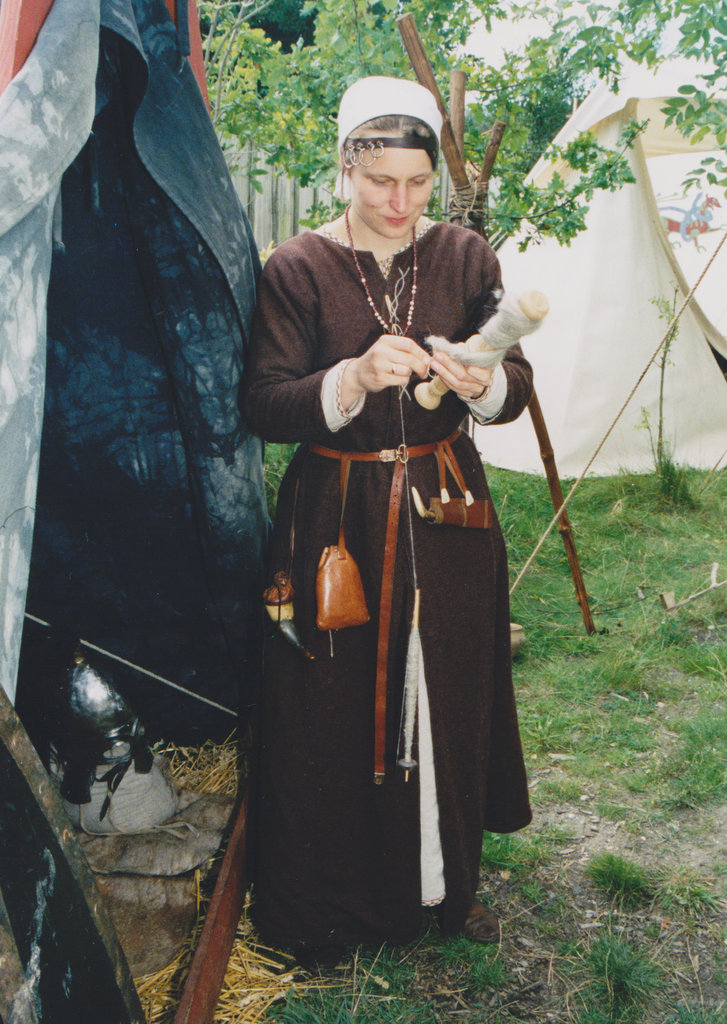
Femme viking : une reconstitution utilisant le fuseau de chute aux Pays-Bas.

## Anneaux de tempes slaves

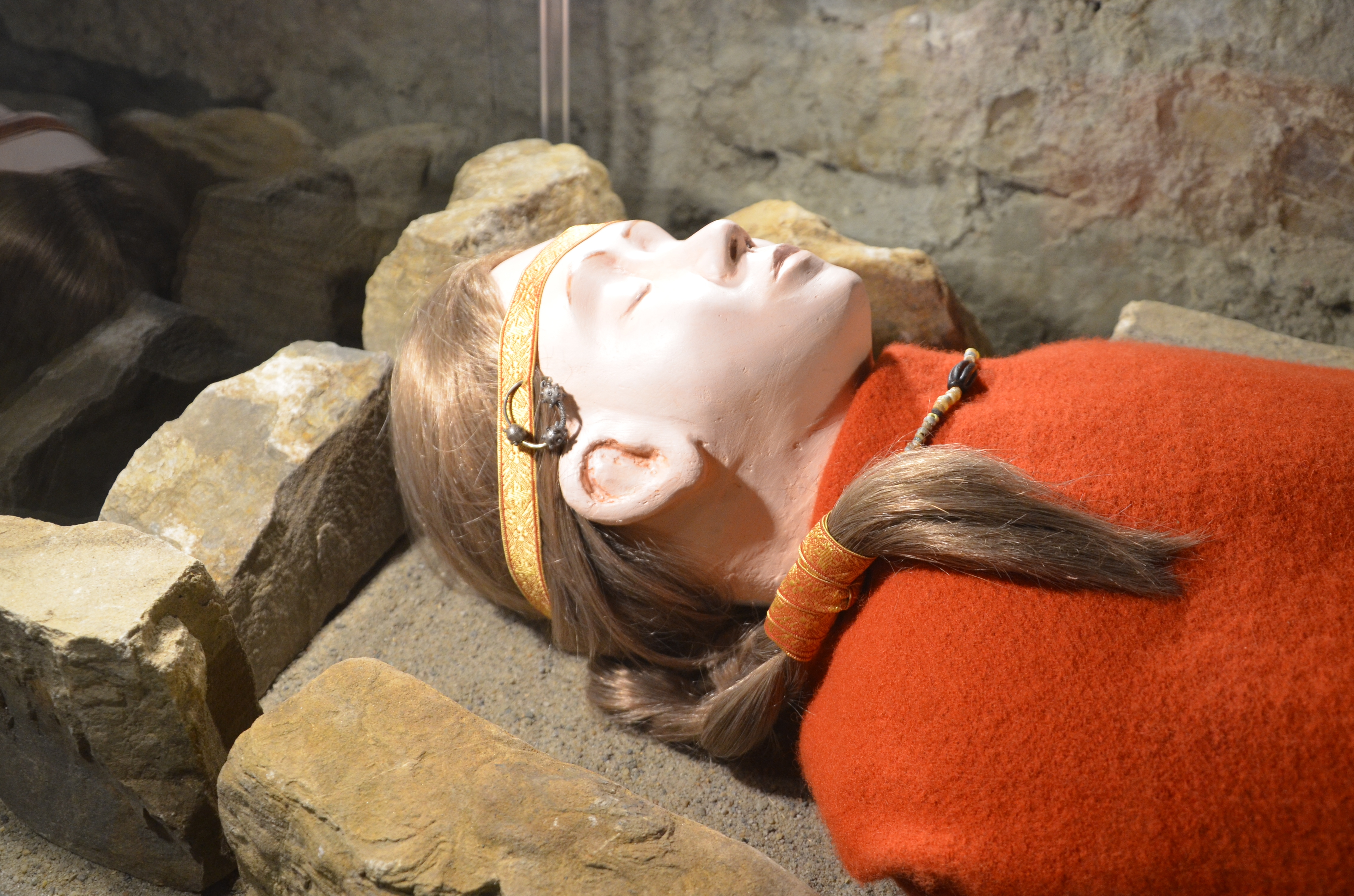
Musée d'histoire de Sanok, Pologne.
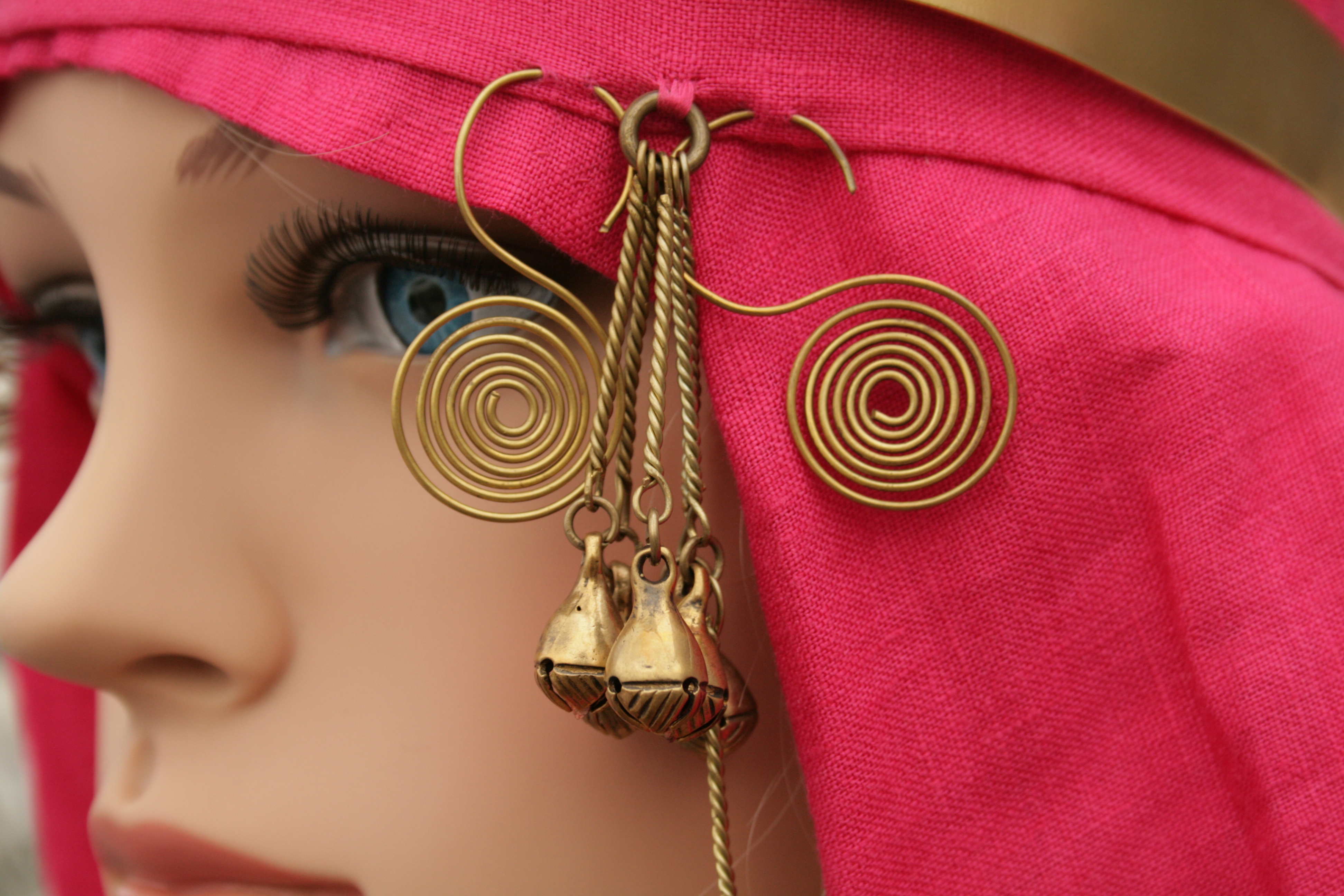
Reconstitution à Belgorod du costume d'une ancienne femme slave : coiffe et anneaux de tempes.

Les anneaux de temple étaient des décorations caractéristiques des femmes slaves. Les différentes tribus avaient leurs propres modèles et ils étaient fabriqués à partir de différents métaux. Les anneaux étaient attachés à une cordelette qui faisait partie d'une coiffure ou ils étaient attachés directement dans les tresses de cheveux. Les premières preuves archéologiques d'anneaux de tempe ont été trouvées dans la culture des catacombes, la culture d'Unétice et la culture du Karassouk. Plus tard, elles ont également été découvertes dans la culture culture de la forêt noire (en). Les anneaux de tempe furent très populaires entre le VIIIe et le XIIe siècle, probablement sous l'influence des cultures arabe et byzantine.
Dans des styles de mode ultérieurs, l'anneau de tempe fut remplacé par le kolt suspendu à un ryasna.
Types d'anneaux de tempes slaves
|  | Type                 | Origine                                | Description | Région | Datation                 |
|  | -------------------- | -------------------------------------- | --- | --- | ------------------------ |
|  | Sept rayons ou lobes | Ramensk, Radimitches (ru), Séverianes. | | Oblast de Koursk | VIIIe siècle-XIIe siècle |
|  | Bracelet             | Krivitches                             | Anneaux en fil de fer d'un diamètre de 5 à 10 cm, dont les extrémités sont nouées. Parfois, des boucles ou des bracelets supplémentaires étaient ajoutés à l'anneau. | Voblast de Vitebsk, voblast de Minsk, oblast de Pskov, oblast de Kaluga, oblast de Nijni Novgorod, oblast de Riazan, oblast de Smolensk . | Ve siècle-VIIe siècle    |
|  | Bouclier             | Slaves de Novgorod                     | Anneaux en bronze ayant la forme d'un losange, soit martelé dans l'anneau, soit attaché.                                                                             | Raïon de Gatchina, oblast de Novgorod. |                          |
|  | Sept lobee           | Viatitches                             | | Oblast de Moscou |                          |
|  | Spirale              | Séverianes                             | | Oblast de Koursk, oblast de Poltava |                          |
|  | Trois perles         | Drégovitches (en)                      | | Oblast de Kiev oblast de Tchernihiv |                          |

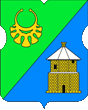
Armes de Silono, près de Moscou,
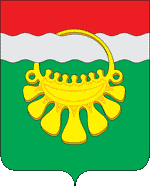
Armes du raïon de Ramensky (en).